# 조반니 델라 로베레

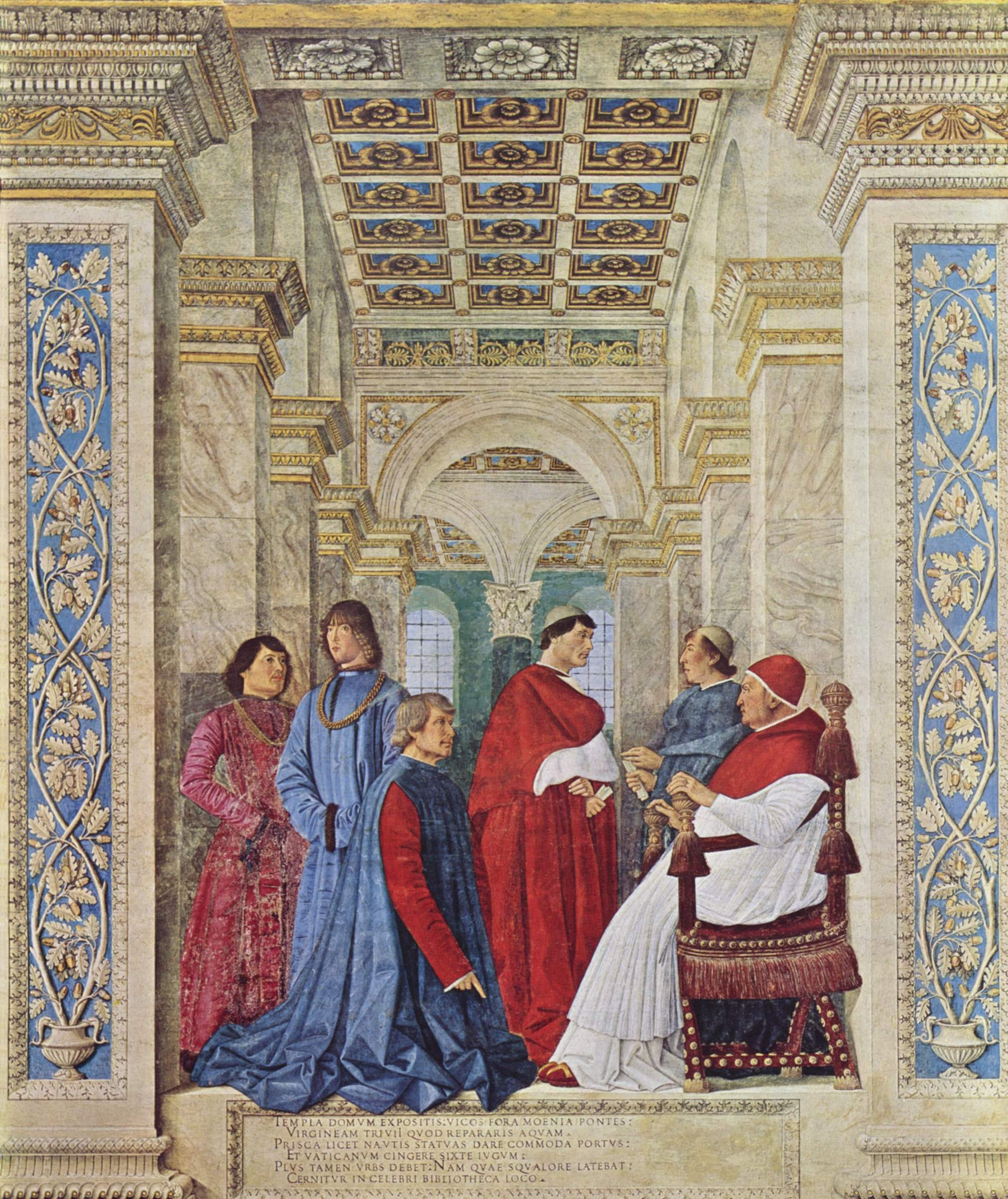
플라티나를 도서관장으로 임명하는 식스투스 4세. 교황은 그의 조카들 사이에 앉아있고; 조반니 델라 로베레는 왼쪽 끝에 보인다.

조반니 델라 로베레(Giovanni della Rovere, 1457년 – 1501년 11월)는 이탈리아 출신의 콘도티에로이다. 그는 교황 식스토 4세의 조카이며, 1503년부터 교황 율리오 2세인 줄리아노 델라 로베레(Giuliano della Rovere, 1443년–1513년)의 형제이다.

## 생애
조반니 델라 로베레는 사보나에서 태어났다. 1474년 그의 작은 아버지 교황 식스토 4세 덕에 그는 세니갈리아와 몬다비오의 교황 영지의 군주가 되었다. 그는 로마 행정 지사이자 아르체와 소라 공작이기도 했다. 1484년, 교황 인노첸시오 8세는 그를 교회군 총사령관으로 임명했다.
그는 페데리코 3세 다 몬테펠트로의 딸인 조반나 다 몬테펠트로(Giovanna da Montefeltro)와 혼인하였으며, 그들의 후손에게는 몬테펠트로 델라 로베레(Montefeltro della Rovere)라는 성이 붙게 되었다. 그들의 자식에는 엘레오노라 곤차가 델라 로베레와 혼인한 우르비노 공작인 프란체스코 마리아 1세 델라 로베레가 포함되었다.
샤를 8세가 나폴리 왕국을 포기하고 아라곤일족들이 그들의 왕국을 되찾은 후, 음모가 조반니의 영토인 이솔라 디 소라에서 발생하였다. 그러나 그 계획은 좌절되었지만, 그럼에도 소라 공국이 반에스파냐 정책과 친교황 정책을 채택하였으며, 조반니는 1494년과 1501년에 캄파니아와 아브루초에서 프랑스의 확장을 찬성했다. 1495년 그는 체프라노, 몬테카시노, 테라 산티 베네딕티를 정복했다. 1496년 그는 프로스페로 콜론나와 페데리코 4세 디 나폴리를 상대로 공국을 지켜냈으며, 일부 영토를 잃었으나 그럼에도 그것의 대부분을 이후 교황 알렉산데르 6세가 그에게 돌려주었다.
조반니 델라 로베레는 1501년 로마에서 사망했다.

## 같이 보기
- 소라 공국

## 참고 자료
- Hollingsworth, Mary (2011): The Borgias. History's Most Notorious Dynasty. Quercus. ISBN 978-0857389169

| 이전 레오나르도 델라 로베레 | 소라 공작 1475년–1501년 | 이후 프란체스코 마리아 1세 델라 로베레 |